# Helicolestes hamatus
Helicolestes hamatus е вид птица от семейство Ястребови (Accipitridae), единствен представител на род Helicolestes.

## Разпространение
Видът е разпространен в Боливия, Бразилия, Венецуела, Еквадор, Колумбия, Панама, Перу, Суринам и Френска Гвиана.